# Processor Direct Slot
Processor Direct Slot (PDS) es una ranura incorporada en muchos modelos antiguos de Macintosh que permitía el acceso directo a los pines de señal de una CPU, similar a la funcionalidad de un bus local en las PC. Esto daría como resultado velocidades mucho más altas que tener que pasar por una capa de bus, como NuBus, que generalmente funcionaba a una velocidad más lenta de 10 MHz.

## Visión general
Por lo general, una máquina presentaría múltiples ranuras de expansión de bus, si las hubiera. Sin embargo, nunca hubo más de una ranura PDS. En lugar de proporcionar un protocolo de comunicación sofisticado con arbitraje entre diferentes bits de hardware que podrían estar tratando de usar el canal de comunicación al mismo tiempo, la ranura PDS, en su mayor parte, solo dio acceso directo a los pines de señal en la CPU, haciéndolo más cerca de la naturaleza a un bus local.
Por lo tanto, las ranuras PDS tendían a ser específicas de la CPU y, por lo tanto, una tarjeta diseñada para la ranura PDS en el Macintosh SE/30 basado en Motorola 68030, por ejemplo, no funcionaría en el Quadra 700 basado en Motorola 68040.
La única excepción notable a esto fue el diseño PDS para el Macintosh LC basado en el Motorola 68020 original. Este fue el primer intento de Apple de una Mac de "bajo costo", y tuvo tanto éxito que, cuando los modelos posteriores reemplazaron la CPU con un 68030, un 68040 y más tarde un procesador PowerPC, Apple encontró métodos para mantener la ranura PDS compatible. con la LC original, para que las mismas tarjetas de expansión siguieran funcionando.

## Historia

### Ranura SE (Motorola 68000)
La ranura SE, introducida en Macintosh SE en 1987, fue la primera ranura conectada directamente al procesador, utilizando un conector Euro-DIN de 96 pines para interactuar con el procesador Motorola 68000. Esta ranura también se usó en el Macintosh Portable.

### Ranura IIci (Motorola 68030)
La ranura de caché L2 de Macintosh IIci, presentada en 1989, era una versión de 32 bits de un PDS que usaba un conector Euro-DIN de 120 pines para admitir el procesador Motorola 68030. Esta ranura también apareció en Macintosh IIsi, IIvi y IIvx. Estos permitieron que empresas de terceros, como DayStar, desarrollaran actualizaciones que no requerían la eliminación de la CPU. El Macintosh SE/30 también utiliza la misma configuración PDS, pero el espacio dentro de la carcasa compacta del Mac es un factor limitante.

### PDS IIfx  (Motorola 68030)
El Macintosh IIfx, presentado en 1990, incluía un PDS que era visualmente similar a la ranura IIci, pero las diferencias en los pines y el bus masterizado dieron como resultado un uso muy limitado.

### Ranura LC (Motorola 68020/68030)
La ranura LC, introducida en 1990, comenzó como un PDS para los procesadores Motorola 68020/68030 en Macintosh LC/LC II, que usaba un bus de datos de 16 bits más lento y económico. El conector Euro-DIN de 96 pines de los primeros modelos de 16 bits se parece al conector de ranura SE, pero son incompatibles. Los últimos modelos agregaron 18 pines más a través de una extensión en línea con muescas para admitir un bus de datos de 32 bits, al tiempo que conservan la compatibilidad con versiones anteriores con tarjetas de 16 bits. Esta configuración demostró ser tan popular para la línea Performa de Apple que las versiones posteriores basadas en PowerPC esencialmente emulaban las señales de 68030 pines para las ranuras LC que heredaron.

### PDS Quadra (Motorola 68040)
La serie Macintosh Quadra se introdujo en 1991 con un nuevo PDS para el procesador Motorola 68040 que estaba en línea con una de las ranuras NuBus. Quadra 605 y Quadra 630 fueron excepciones que utilizaron una versión de 32 bits de la ranura LC. Ambos permitieron actualizaciones de PowerPC a través del programa "Ready for PowerPC upgrade".

### Conector Duo Dock (Motorola 68030/NuBus)
La línea PowerBook Duo se introdujo en 1992 con un conector único basado en 68030 que podía permitir que la placa lógica del subportátil se comunicara con una serie de sistemas de acoplamiento de escritorio, algunos de los cuales podían actualizarse con unidades de punto flotante. Debido a la complejidad de los Duo Docks más grandes, se utilizó NuBus para administrar partes de los subsistemas.

### Power Macintosh PDS (PowerPC 601)
First generation Power Macintosh systems with NuBus architecture, such as the 6100, 7100, and 8100, included a PDS that was used for high-speed AV cards. It was later used by third-party manufacturers to support PowerPC G3 and G4 upgrades.

### Ranura para tarjeta hija PowerPC
Los sistemas Power Macintosh de segunda generación de gama alta con arquitectura PCI, como el 7500 al 9600, tenían sus procesadores PowerPC 601 y 604 en tarjetas secundarias que podían intercambiarse por actualizaciones PowerPC G3 y G4.

### Ranura para memoria cache PowerPC
Los sistemas Power Macintosh de gama media basados en procesadores PowerPC 603e con arquitectura PCI, como 5400, 5500 y 6360 a 6500, presentaban una ranura de caché L2 que proporcionaba acceso directo a la CPU. Esto permitió a los fabricantes externos emprendedores crear actualizaciones de PowerPC G3 para esta ranura.
Las Mac más recientes tienen velocidades de procesador tan altas que un PDS no sería práctico y, en su lugar, adoptaron PCIe y Thunderbolt. La última implementación que se parece a una ranura de este tipo por parte de Apple es el conector de la bandeja del procesador en los Mac Pro de 2009 a 2012. Los modelos más recientes tienen procesadores Intel Xeon conectados directamente a la placa lógica.